# 黄埔一期
黄埔一期是指黄埔军校第一期毕业生，共645人。

## 历史

孙文在开学典礼后，與蔣中正、何应钦（左）、王柏龄（右）合影

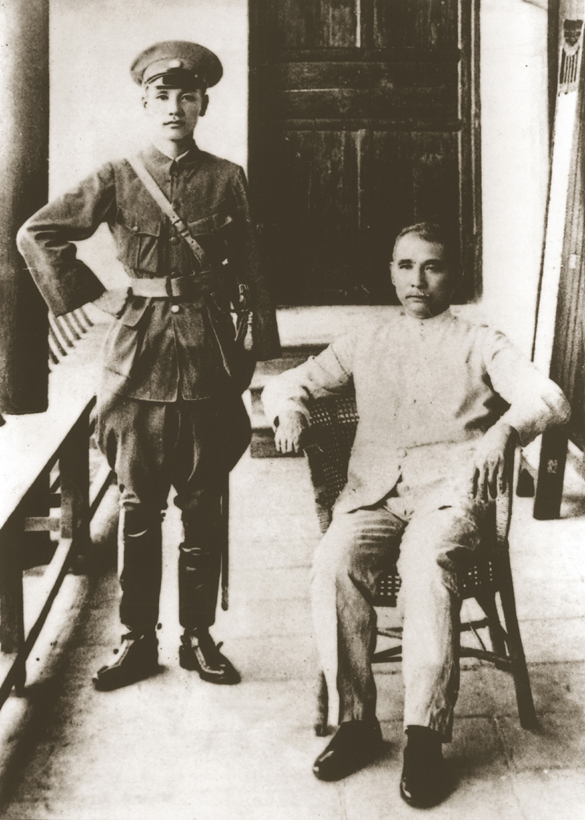
1924年6月16日，孙中山在黄埔军校开学典礼结束后，與蒋中正合影

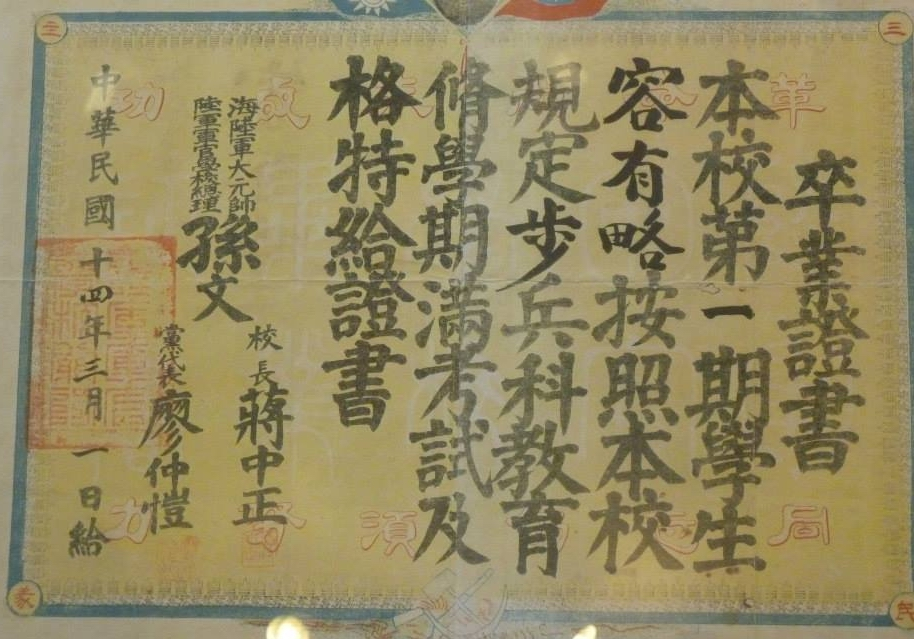
陸官第一期（黃埔一期）步兵科容有略卒業證書

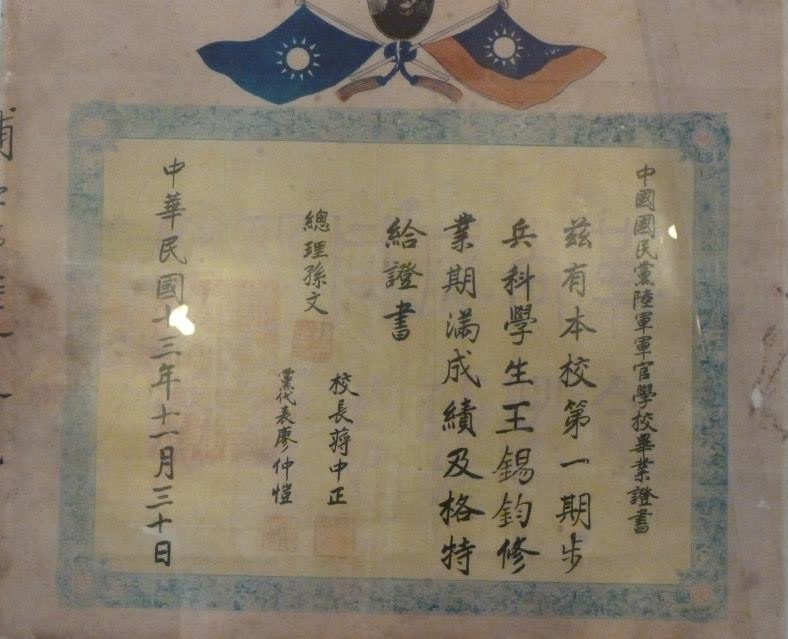
陸官第一期（黃埔一期）步兵科王錫鈞畢業證書

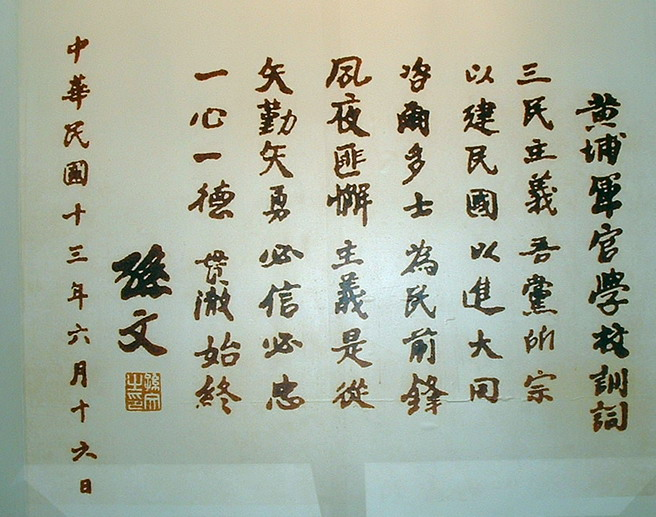
孫中山手書黃埔軍校訓詞

1924年2月10日，国民党中央执委通过《军官学校考选学生简案》，在广东一省公开招生，在其他各省通过中共和社会主义青年团的地方组织秘密招生。如湖南的招生工作由何叔衡初步选拔后去上海，上海地区的军校招生委员为毛泽东，浙江的招生工作由中共党员胡公冕负责。1924年3月14日到达上海的报考者在环龙路44号(中国国民党中央上海执行部)参加了黄埔军校初试，上海执行部宣传部秘书的毛泽东是考试官之一。1924年3月27日，1200名来自各地的考生在广东高等师范学校公开考试选拔。1924年4月28日，考试成绩揭晓，正取350名，备取100名。湖南考生共产党员蒋先云为第一名，其他学生来自中国各地，包括广东、湖南、湖北、浙江、四川等省，也有来自越南、朝鲜、马来西亚和泰国的青年。上海大学校长于右任推荐的66名陕西人，其中黄埔一期开学后抵达的30名陕西人未经考试直接编入黄埔一期第四队。陸軍官校於5月收錄了第一批學生。。1924年5月5日入學。1924年5月15日，学员中未入国民党的集体入党。宋希濂回忆：“第一次上课是填表，集体加入国民党，毫无思想准备，想不到加入国民党的手续这么简单，一堂课下来，都成为清一色的国民党员了，后来一些同学都当笑话说。”“廖（仲恺）党代表对我们做了一次入党动员讲话，要求大家入党，讲话后，廖（仲恺）党代表又耐心地说明了入党申请书的填写方法，讲到要有两个入党介绍人时，廖（仲恺）党代表说‘你们对于队上的官长和同学，可能不知道谁已经入党，那就写校长和我也可以。我们两人作为你们的入党介绍人。’”
1924年6月16日為開學日，当日上午6時孫中山身穿白色中山服，頭戴“拿破崙”式白帽，偕夫人宋慶齡乘江固艦由大本營出發，江漢艦隨同翼衛。抵校時由校長蔣中正與妻子陳潔如及校員生在校前排隊奉迎，孫中山接見了主要幹部，9時20分赴禮堂演說「革命的基礎在高深的學問」講話：要從今天起，立一個志願，一生一世，都不存在升官發财的心理，只知道做救國救民的事業，今天在這地開這個軍官學校，獨一無二的希望，就是創造革命軍來挽救中國的危亡！11時30分於操場的開學式，孫說之所以擇定陳炯明事件兩周年這天舉行黄埔軍校開學典禮，旨在表明要記住沉痛歷史教训，堅決為締造一支“武力與民眾相结合”的革命武裝而奮鬥。後由胡漢民總參議宣讀總理的書面訓詞：三民主義，吾黨所宗，以建民國，以進大同，咨爾多士，為民前鋒，夙夜匪懈，主義是從，矢勤矢勇，必信必忠，一心一德，貫徹始終，其內容後來更制訂為中華民國國歌歌詞。
軍校首先遇到的問題便是缺乏武器，在廣東兵工廠廠長馬超俊同情下，孫中山在民國十三年4月至5月獲得該廠軍援500把步槍、4挺機關槍與配套子彈，這是黃埔軍校獲得的第一批軍火。滇軍將領范石生後因得知此事曾扣押馬超俊，最後在楊希閔介入下得以釋放。1924年7月8日苏联总军事顾问帕威尔·安德耶维奇·巴甫洛夫给苏联政府发电报，要求立即援助孙中山政府急需的武器装备。蘇聯軍援軍火在9月22日自海參崴出航，10月5日抵達虎門卸貨，參與這批軍火卸貨戒護任務的孫元良回憶該艦運了500桿日製三八式步槍與彈藥。第二批于10月8日由沃罗夫斯基号通信指挥舰運達，包括8,000桿莫辛-納甘步槍與配套的每桿500發子彈（共400萬發），火炮是在年底運抵虎門，獲得火炮的黃埔軍校才從炮兵科畢業的學校教官與抽調部分第二期入伍生成立炮兵營，初期的炮兵營指揮幹部皆是保定軍校畢業的專業軍官，包括蔡忠笏、陳誠、羅卓英。飛機則是在民國十四年8月時向蘇聯採購的英製與德製舊型機，這批也是在年底運抵成軍，稱為「中山航空隊」，由於廣州政府缺乏足夠的飛行員，因此中山航空隊是中國籍與蘇聯籍飛行員混編。
同时，巴甫洛夫还建议孙中山成立国防委员会，将广州地区分散的地方军阀部队改编为革命军队，以便集中指挥。1924年7月11日，国民党中央政治委员会决定接纳巴甫洛夫的建议，成立军事委员会，并聘请巴甫洛夫为该委员会的军事顾问。1924年7月18日，巴甫洛夫偕同其他苏联军事顾问及航空局飞机师数人乘坐广九列车赴增城考察前线情况。当晚，在石龙河面电船上勘察时，巴甫洛夫失足落水溺亡。1924年8月4日黄埔军校举行追悼大会，孙中山与宋庆龄由大本营乘江固舰又亲往参加，称他为“俄国为中国自由而捐躯的第一位先烈”，并手书“急邻之难”条幅以志哀悼。由於總顧問猝逝，1924年10月軍火運輸到黃埔軍校之際，继任军事总顾问加伦将军为首的40多位苏联军事专家，包括罗加乔夫（又译为罗嘉觉夫，第二次东征军事顾问）、别夏斯特诺夫、吉列夫（炮兵顾问）、波洛（机枪顾问）、格米拉、泽涅克、齐利别尔特、马米伊利克等也隨船抵校赴任。這些俄國軍官隨後也參與了廣州商團事變。
為宣傳革命思想，黄埔軍校出版《黄埔潮》與《黄埔日刊》等期刊，有的刊物發行量高達5萬份之多，還行銷國内外。
1924年10月10日至10月16日，黃埔一期學生首次參與軍事行動，為廣州商團事變。在海軍江固號炮艦協助下，扣押由挪威籍貨輪載運的廣東省商團採購軍械。隨後黃埔校軍在10月10日後和廣州商團軍交戰，並成功鎮壓商團軍。
並以其軍火強化黃埔校軍的戰力。
黄埔一期入學不久，所有學生集體加入中國國民黨，連原有中國共產黨黨員在內。中國共產黨有權可推薦若干人進軍校各期受訓，但中國國民黨招募來者占大多數，大多是中等以上階級的城市居民或地主仕紳之子。
1924年11月19日大元帅府军政部講武學堂留校的一、二两队158人（大多为湖南人，包括陈明仁、李默庵、丁德隆、左权、袁仲贤、邓文仪等）编入黄埔军校第一期为第六队。四川22名學生併入第6隊。1924年11月30日黄埔軍校第一期學生畢業考試及格465人。算上第六队，共645人均為步科。1925年5月19日第六队获頒畢業證書，6月25日補行畢業儀式:10。 
| 籍贯 | 直隶 | 陕西 | 湖南 | 福建 | 广东 | 甘肃 | 安徽   | 浙江 | 江苏 | 山西   |
| 人数 | 6    | 73   | 69   | 12   | 111  | 4    | 28     | 41   | 22   | 11     |
| 籍贯 | 广西 | 四川 | 湖北 | 山东 | 河南 | 贵州 | 内蒙古 | 云南 | 吉林 | 黑龙江 |
| 人数 | 32   | 29   | 18   | 10   | 12   | 15   | 2      | 13   | 2    | 1      |

| 文化程度 | 小学 | 中等或专门教育 | 大学预科 | 大学 |
| 人数     | 2    | 492            | 4        | 31   |

| 年龄（岁） | 15 | 17 | 18 | 19 | 20 | 21 | 22 | 23 |
| 人数       | 1  | 1  | 15 | 30 | 85 | 72 | 80 | 79 |
| 籍贯       | 24 | 25 | 26 | 27 | 28 | 29 | 30 | 32 |
| 年龄（岁） | 72 | 67 | 6  | 7  | 4  | 2  | 4  | 1  |

黄埔一期第1至第4队学员入学时宗教信仰，其中无宗教455人，基督教17人、耶稣教5人、佛教1人、天主教2人、孔教会1人、道教1人、同善社2人。
1927年4月15日广东当局清党时，国民革命军总参谋长（代行总司令职权）李济深、广州警备司令钱大钧（兼广州戒严司令）、南京国民党中央代表朱家骅、中国国民党广东省特别委员会委员古应芬、李福林、陈孚木、邓彦华等，命令广州市公安局局长邓彦华配合军队，迅将市内所有共产党分子一律逮捕，并密电广东各属同时举行。当日广州全市戒严，军警解除了黄埔军校（学校负责人方鼎英）及省港罢工委员会纠察队的武装，包围并搜查中共广东区委、中华全国总工会广州办事处、省港罢工委员会、海员工会、粤汉铁路总工会、广三铁路总工会、广九铁路工会、广东省农民协会、中山大学等200余个机关、团体、学校，当天逮捕1,000多人。此即广州四一五事变。在广州被捕的共产党党员、国民党左派和群众超过5,000人，其中2,100余人被杀。1927年4月18日，李济深派海陆军包围黄埔军校，开始拘捕中国共产党党员。“学生中平日言行不正，思想不纯或经官长之考察，或经本人之自首，或经同学之举发而皆经多数同学公认者，计共剔除共产捣乱分子百七十余员名，均于是日寄押于奉令来埔协助之中山兵舰附近。”到1927年5月初，连同校部及分驻各地的入伍生，“逮捕之员生约四百人之谱”。不少黄埔学生喊冤，认为：“这次广东清党运动中有一些反动分子乘机而起，藉公报私，排斥忠实同志……，更有乘机报复，加以杀害、侮辱，在军阀帝国主义铁蹄之下亦所罕见。”有学生甚至直接致信蒋介石，认为李济深“对黄埔学生特别残酷”，说每日广州市公安局用铁甲车运出的死尸中，都有被害黄埔军校同学，李济深是在利用“清党”排斥黄埔军校学生及外省军队，培植自己势力。黄埔军校成立“清党委员会”，以胡靖安等反共人士为主任委员，清洗并枪决了广州黄埔军校内的共产党员与国民党左派。当时负责保管黄埔军校及党军中的共产党员名册的黄埔二期毕业生麻植在危急时刻烧掉了党员名册。因而黄埔军校前几期学员中的共产党员的身份成了历史学家研究、考证的课题。黄埔第一期学生645人，入学前已加入共产党的有33人，进校后陆续加入共产党的有80多人，共110多人，约占总人数的18%。前四期毕业生共4971人，当时共产党员有500多人。在广州办学的前六期教官和学生中，共产党员不少于千人。按照《中国国民党陆军军官学校第一期同学录》的排列顺序，黄埔一期中的党员名录（不完整）：
Template:黃埔一期畢業生名單
第一次国共合作的大革命期间，有27名黄埔一期共产党员在东征、北伐、在北方开战反帝反军阀的国民革命死亡。国共内战期间，黄埔一期共产党员38人死亡。
至1935年7月军衔叙任：
- 陆军步兵中将3人：胡宗南、李延年、李默庵
- 陆军步兵少将23人：黄杰、李玉堂、黄维、霍揆彰、关麟征、宋希濂、杨步飞、桂永清、陈琪、刘戡、王敬久、孙元良、王仲廉、梁华盛、唐云山、李树森、夏楚中、王劲修、陈铁、冯圣法、李铁军、侯镜如、王文彦
- 陆军步兵上校50人：梁恺、梁汉明、龙慕韩、冯士英、凌光亚、郑作民、郑洞国、王万龄、王认曲、王公亮、马励武、林英、杜聿明、李洁、李模、李文、李铣、李伯颜、李楚瀛、胡素、郝瑞征、彭善、彭戢光、彭杰如、黄梅兴、石祖德、丁德隆、董钊、蒋孝先、范汉杰、罗奇、吴斌、吴伯华、申茂生、钟彬、朱鹏飞、傅正模、何文鼎、周振强、刘明夏、刘进、邓春华、张雪中、张良莘、张镇、张耀明、陈武、陈烈、陈牧农、陈应龙
- 陆军步兵中校29人：甘竞生、蒋超雄、邱是膺、曹日晖、钟焕全、杨麟、谷乐军、高致远、李钧、陈德法、张际鹏、杨光钰、周建陶、钟伟、戴文、陈国治、陈烈、卢盛梁、江霁、周惠元、范振亚、李强、丘宗武、李士奇、刘柏心、段重智、刘钊、王之宇、刘希程
- 陆军步兵少校2人：王邦御、王国相

黄埔一期晋任陆（海）军二级上将军衔的，都是1949年赴台后，依次为：刘咏尧（国防部部次长、代理国防部长）、袁守谦（1950年3月国防部政务次长）、桂永清、黄杰、王叔铭、胡宗南（1955）、罗奇（1959年7月陆军副总司令）、陈大庆（1960年7月安全局局长）、袁朴（1961年1月陆军副总司令）。
黄埔一期晋任一级上将依次为：桂永清、王叔铭、黄杰、胡宗南（1962年2月15日追晋）、陈大庆（追赠）。

抗日战争时期，黄埔一期投日的有：
- 刘明夏，别字禹平，湖北京山人。黄埔一期第四队。在学期间加入中国共产党。1929年秋到南京黄埔同学会登记自首，派中央训练团将校训练班受训。后任第一集团军独立第二旅参谋长、旅长。抗日战争爆发后，任第五集团军第三军第十二师副师长，后任第十四军第九十四师师长，1939年7月授少将军衔。1941年中条山战役被俘，任汪伪少将参赞武官，汪伪财政部税警总团副总团长和上海特别市第一区行政督察专员等。抗战胜利后，被党当局逮捕入狱，不久保释出狱。1951年春在镇反中被处决。
- 黄子琪，广西荔浦人。1923年冬到广州入大本营军政部陆军讲武学校学习，1924年秋从该校入黄埔军校第一期第六队学习。后任武汉国民政府中央警卫团连长。1927年随部队参加湘赣边界秋收起义，三湾改编后任工农革命军第一师第一团第一营营长。1927年12月攻打茶陵之战潜逃。1928年夏入杭州中央军官训练班。1928年起任国民党广西省保安司令部特别党部执行委员及政治部主任等。1929年以广西代表身分出席国民党四大。1930年新桂系反蒋，往南京任中央军校教官，野战补充团团长，补充旅旅长。抗日战争中期所部在安徽被日军围歼，出任伪军师长，1944年初被汪伪军事委员会任为少将参赞武官。抗战胜利后被捕入狱，获释后营商。

## 黄埔一期名单
- 总理孙中山
- 校长蒋介石
- 党代表廖仲恺、汪精卫、胡汉民
- 教练部主任李济深
  - 教练部副官季方
- 总教官何应钦
- 教授部主任王柏龄
- 政治部主任戴季陶
  - 政治部副主任邵元冲、周恩来
- 军需部主任周骏彦
  - 军需部副主任俞飞鹏
- 管理部副主任陈适
  - 管理部副官黄晓沧
- 总队长沈应时
  - 队长茅廷楨、金佛庄
  - 副队长严风仪
  - 区队长蒋鼎文、惠东升、倪弼、郜子举、詹忠言、王禄丰、吴济民、张强渠、李春茂、郭俊、宋云竞
  - 电信队长韦兆熊
- 战术教官张元祜、严重、陈继承、顾祝同、刘峙、邹竞、陈焯、陆福廷、胡树森
- 兵器教官钱大钧、文素松
- 地形教官王俊、黄香凡
- 英文秘书张静愚
- 编撰员徐坚